# Campo de Batalha de Mbormi
O Campo de Batalha de Mbormi é um local histórico perto de Nafada, no estado de Gombe, na Nigéria. É o local de uma batalha de 1903 na qual Muhammadu Attahiru I, o Sultão do Califado de Sokoto, foi morto ao lado de muitos do seu povo. O local encarna a luta e a resistência contra o domínio colonial. Três tumbas ficam no campo de batalha e o local atrai muitos visitantes.

## História
Muhammadu Attahiru I, o 12.º Sultão do Califado de Sokoto, fugiu da invasão das forças britânicas que procuravam conquistar o califado e colocá-lo sob o controle do governo colonial. O sultão estava fugindo para Madina conforme instruções de seu avô Usman Danfodio por medo de uma invasão. A caminho de Madina, ele parou em Mbormi por alguns dias e, nesse período, um ataque britânico em 27 de julho de 1903 levou à batalha e às matanças. A morte do Sultão marcou o fim do Califado de Sokoto e a criação do Sultanato de Sokoto, que era então controlado pelo governo colonial.
Muitos descendentes do Sultão Attahiru e do líder dos colonialistas recusam-se a trocar gentilezas quando visitam os túmulos dos seus antepassados. O local compreende os três túmulos e uma grande área de terras agrícolas.

## Aldeia de Mbormi
A aldeia de Mbormi fica a quatro quilómetros de Bajoga, sede da área local de Funakaye, que tem cerca de 76km da capital do estado de Gombe. A vila foi fundada por Malam Gami depois que ele foi expulso do emirado Katagum, no estado de Bauchi. O quarto emir deu-lhe uma fazenda conhecida como "Mbormi".
A aldeia está deserta porque o governo não permitiu que as pessoas se instalassem. Os túmulos do Sultão ficam perto da mesquita central. O túmulo do imã-chefe fica a cerca de 50 metros do túmulo do sultão. O Major Mash, comandante das forças britânicas, foi enterrado no local onde foi morto, a cerca de 150 metros do túmulo do sultão. Os restos mortais dos outros mortos foram empilhados formando uma pirâmide debaixo de uma árvore perto da mesquita.
O Campo de Batalha de Mbormi é um dos cinco locais nigerianos propostos para a lista do Patrimônio Islâmico Mundial.